# Čipalje
Čipalje (izvirno srbsko Чипаље) je naselje v Srbiji, ki upravno spada pod Občino Sjenica; slednja pa je del Zlatiborskega upravnega okraja.

## Demografija
V naselju, katerega izvirno (srbsko-cirilično) ime je Чипаље, živi 114 polnoletnih prebivalcev, pri čemer je njihova povprečna starost 41,6 let (40,7 pri moških in 42,5 pri ženskah). Naselje ima 40 gospodinjstev, pri čemer je povprečno število članov na gospodinjstvo 3,60.
Prebivalstvo je večinoma nehomogeno, a v času zadnjih treh popisov je opazno zmanjšanje števila prebivalcev.
|  |

| Demografija | Demografija     | Demografija     |
| Leto        | Št. prebivalcev | Št. prebivalcev |
| ----------- | --------------- | --------------- |
|             |                 |                 |
|             |                 |                 |
|             |                 |                 |
|             |                 |                 |
| 1948        | 377             |                 |
| 1953        | 423             |                 |
| 1961        | 394             |                 |
| 1971        | 408             |                 |
| 1981        | 249             |                 |
| 1991        | 231             | 231             |
| 2002        | 179             | 144             |
|             |                 |                 |

| Etnična sestava po popisu iz leta 2002 | Etnična sestava po popisu iz leta 2002 | Etnična sestava po popisu iz leta 2002 | Etnična sestava po popisu iz leta 2002 | Etnična sestava po popisu iz leta 2002 |
| -------------------------------------- | -------------------------------------- | -------------------------------------- | -------------------------------------- | -------------------------------------- |
| Bošnjaki                               | Bošnjaki                               |                                        | 76                                     | 52,77%                                 |
| Srbi                                   | Srbi                                   |                                        | 68                                     | 47,22%                                 |
| Neznano                                | Neznano                                |                                        | 0                                      | 0,0%                                   |